# Saab 97
Saab 97 znany także jako Saab Sonett – sportowy samochód osobowy produkowany przez szwedzką markę Saab w latach 1966–1974.
Po zarzuceniu prac nad prototypem Saaba 94 z 1956 roku, zwanego Sonett, produkowano i udoskonalano samochody osobowe. Idea stworzenia małego samochodu sportowego z silnikiem dwusuwowym przeznaczonego na rynek amerykański odżyła dopiero w połowie lat 60. XX wieku. Początkowo powstały dwa prototypy – Saab Catherina z nadwoziem typu targa z 1964 roku oraz Saab MFI13 z nadwoziem typu coupé z 1965 roku. Wygrała druga koncepcja, którą zgodnie z fabryczną nomenklaturą oznaczono jako model 97.

## Saab Sonett II
Saab 97 I został po raz pierwszy zaprezentowany w styczniu 1966 roku. Auto weszło do produkcji pod nazwą handlową Sonett II.

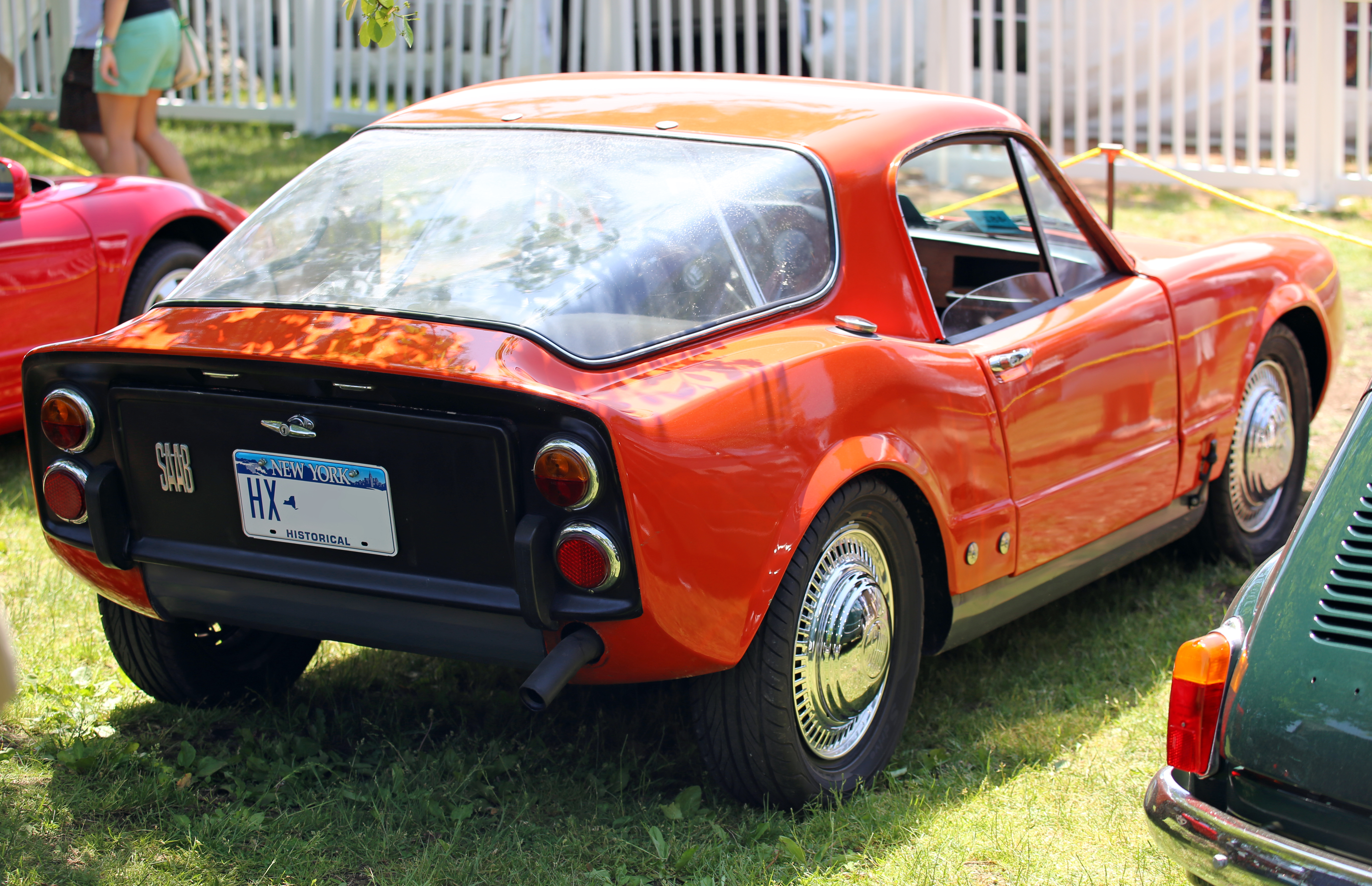
Tył Saab Sonett II z 1966 roku

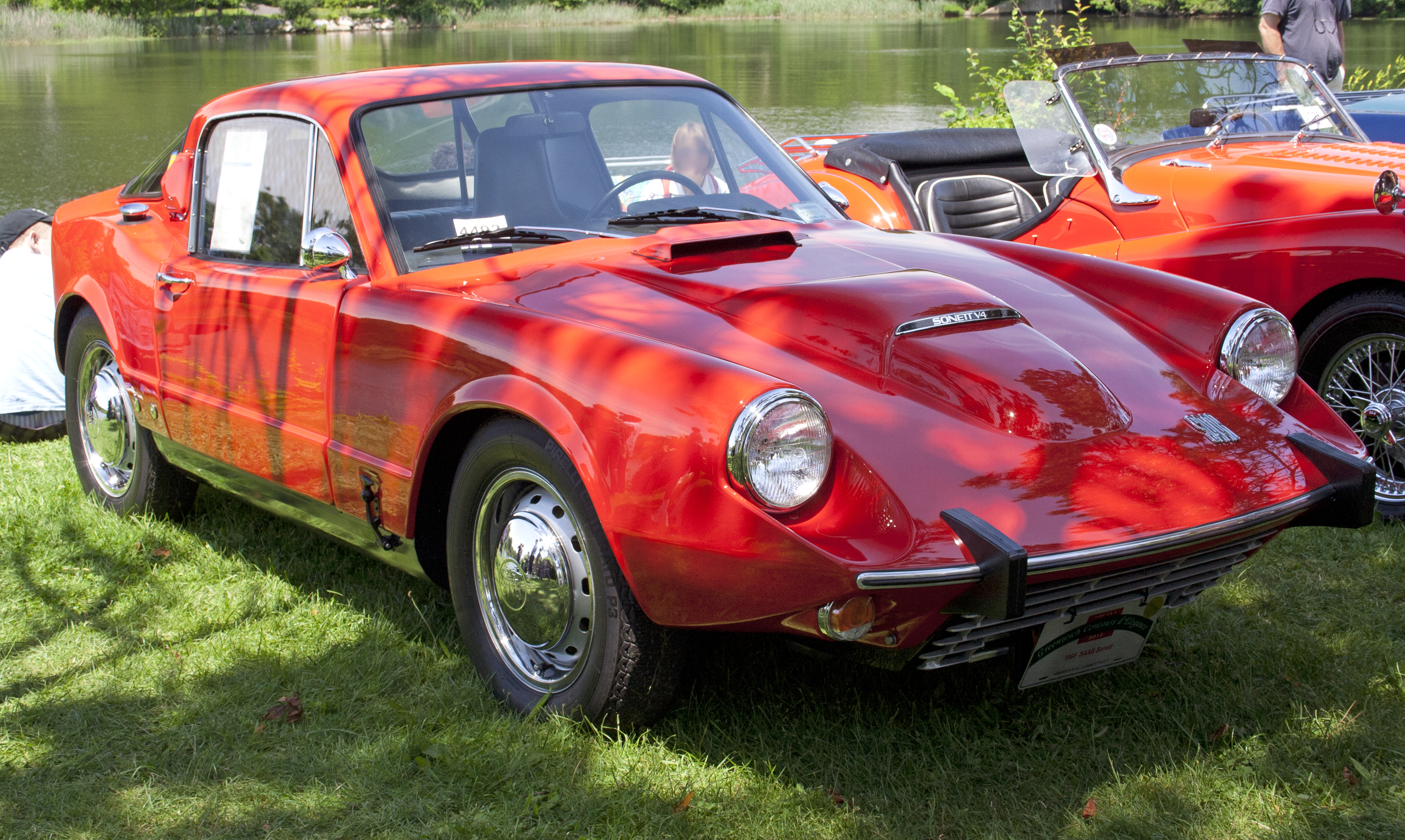
Saab Sonett V4 z 1968 roku

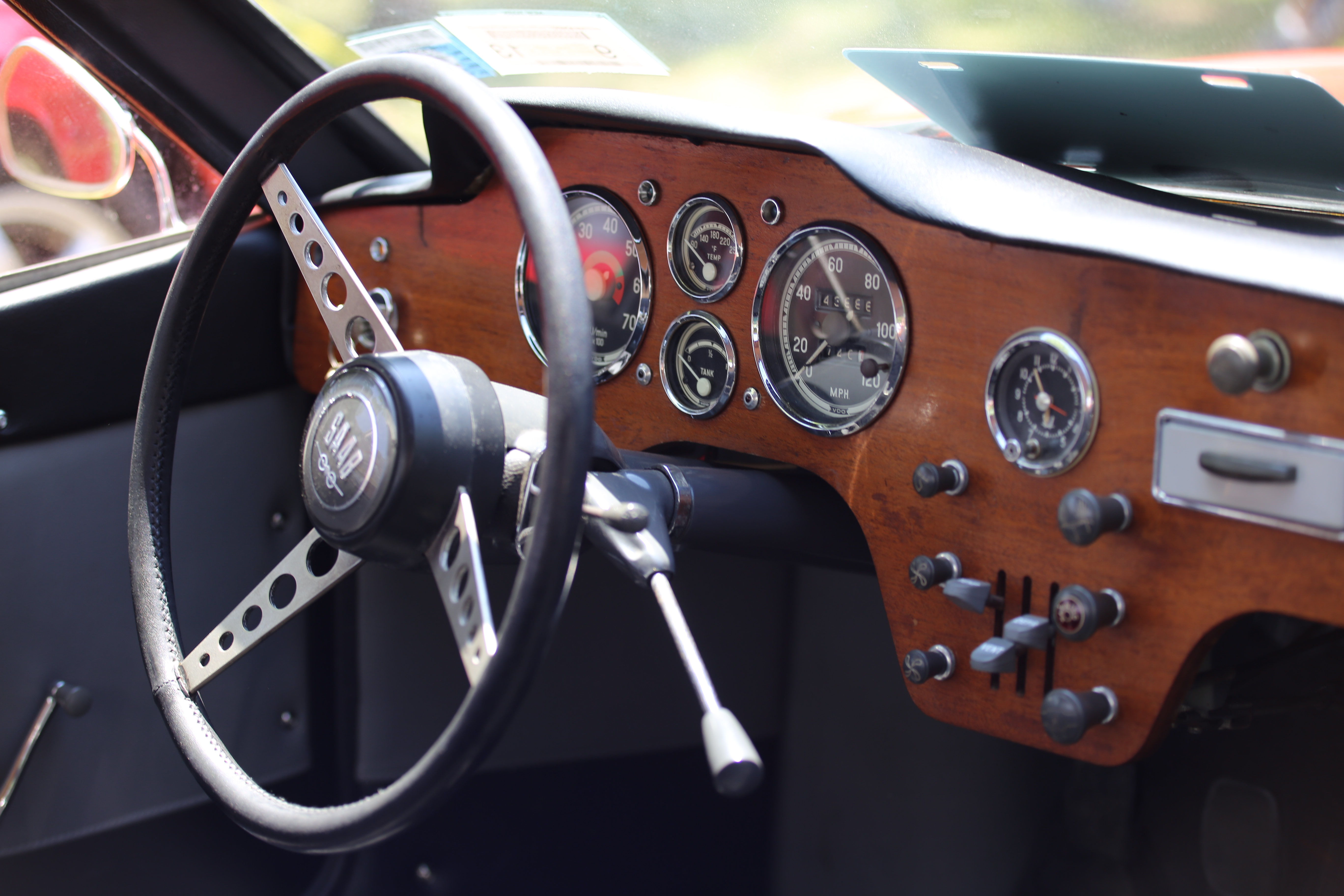
Wnętrze Saab Sonett II z 1966 roku

Pierwsze prototypy pojazdu pojawiły się w 1965 roku. Próbę stworzenia pojazdu podjęto w 1962 roku. Wizję zaczerpnięto z amerykańskiego projektu samochodu sportowego z podzespołami Saaba autorstwa Waltera Kerna, który nazwano Quantum Saab. Projekt został zaakceptowany z warunkiem poprawek nad pojazdem. Do prac włączył się Sixten Sason, który w 1964 roku zaprezentował projekt Catherina. Ostatecznie do produkcji skierowano projekt Björn Karlström, który został stworzony w małej manufakturze lotniczej Malmö Flygindustri, a w 1965 roku po raz pierwszy oficjalnie zaprezentowany. W 1966 roku zmontowano pierwsze 24 egzemplarze. W tym samym roku auto zostało zaprezentowane podczas targów motoryzacyjnych w Genewie oraz Nowym Jorku. W stosunku do prototypu zmieniono m.in. osłonę chłodnicy i kierunkowskazy.
Konstrukcja pojazdu opierała się na stalowej ramie przestrzennej do której montowano nadwozie wykonane z włókna szklanego. Linia nadwozia była autorstwem projektanta samolotów. Wnętrze auta było dwuosobowe, wyposażone w ciasne, kubełkowe fotele. Dźwignia zmiany biegów znajdowała się przy kierownicy, a dostęp do bagażnika odbywał się za pomocą pionowej klapy znajdującej się pomiędzy tylnymi odbijaczami, gdyż Sonett II nie posiadał tylnego zderzaka. Dzięki zintegrowanej masce silnika z przednimi błotnikami był doskonały dostęp do silnika i przedniego zawieszenia.
Napęd pojazdu stanowił dwusuwowy, trzycylindrowy silnik benzynowy o pojemności 841 cm3 i mocy 60 KM z samochodu rajdowego Saab Sport.

### Saab Sonett II V4
W związku z zakupem licencji koncernu Ford Motor Company na silnik czterosuwowy, na rok modelowy 1968 zaprezentowano model Sonett V4 z czterosuwowym, widlastym silnikiem benzynowym składającym się z czterech cylindrów skonstruowanym przez amerykański koncern Ford Motor Company dla modelu Ford Taunus, stosowanym w Saabie 96, który zastąpił stary, dwusuwowy silnik. Miał on pojemność 1498 cm3 i moc 65 KM. Przyśpieszenie od 0 do 100 km/h trwało 12,5 s, a prędkość maksymalna pojazdu wynosiła 160 km/h. Zastosowanie nowej jednostki napędowej nie spowodowało znaczącej poprawy osiągów, ani oczekiwanej poprawy sprzedaży lecz przeprojektowanie mocowań silnika oraz maski, która otrzymała charakterystyczny garb. Na rok modelowy 1969 auto otrzymało nową kierownicę, innego typu siedzenia oraz zamykany schowek.

### Silniki
| Silnik             | Pojemność skokowa [cm³] | Typ silnika        | Średnica cylindra x skok tłoka [mm] | Stopień sprężania  | Moc maksymalna [KM] ([kW]) przy obr./min | Maks. moment obrotowy [Nm] przy obr./min | Przyspieszenie 0-100 km/h [s] | Prędkość maks. [km/h] |                    |
| Silniki benzynowe: | Silniki benzynowe:      | Silniki benzynowe: | Silniki benzynowe:                  | Silniki benzynowe: | Silniki benzynowe:                       | Silniki benzynowe:                       | Silniki benzynowe:            | Silniki benzynowe:    | Silniki benzynowe: |
| ------------------ | ----------------------- | ------------------ | ----------------------------------- | ------------------ | ---------------------------------------- | ---------------------------------------- | ----------------------------- | --------------------- | ------------------ |
| 2T                 | 841                     | 2T, R3             | 70,00 x 72,9                        | 9,0:1              | 55-60 (44)/5000                          | 91/3800                                  | 12,5                          | 160                   |                    |
| V4                 | 1498                    | V4                 | b.d.                                | b.d.               | 65 (b.d.)/b.d.                           | b.d./b.d.                                | 12,5                          | 160                   |                    |

### Sport
Saab Sonett V4 brał udział w Rajdzie Monte Carlo w 1969 roku. Za kierownicą zasiadł fiński kierowca wyścigowy Simo Lampinen, a jego pilotem był Szwed Arne Hertz.

### Sprzedaż
Przez dwa lata produkcji sprzedano 258 egzemplarzy pojazdu z silnikiem dwusuwowym oraz 1610 egzemplarzy z silnikiem czterosuwowym. Na rynku amerykańskim pojazd oferowany był w kwocie 3500 $.

### Ciekawostki
- Producent reklamował pojazd hasłem "This is Sweden's idea of an expensive toy" czyli "Szwedzka idea kosztownej zabawki"[1]

## Saab Sonett III
Saab Sonett III został po raz pierwszy zaprezentowany w 1970 roku.

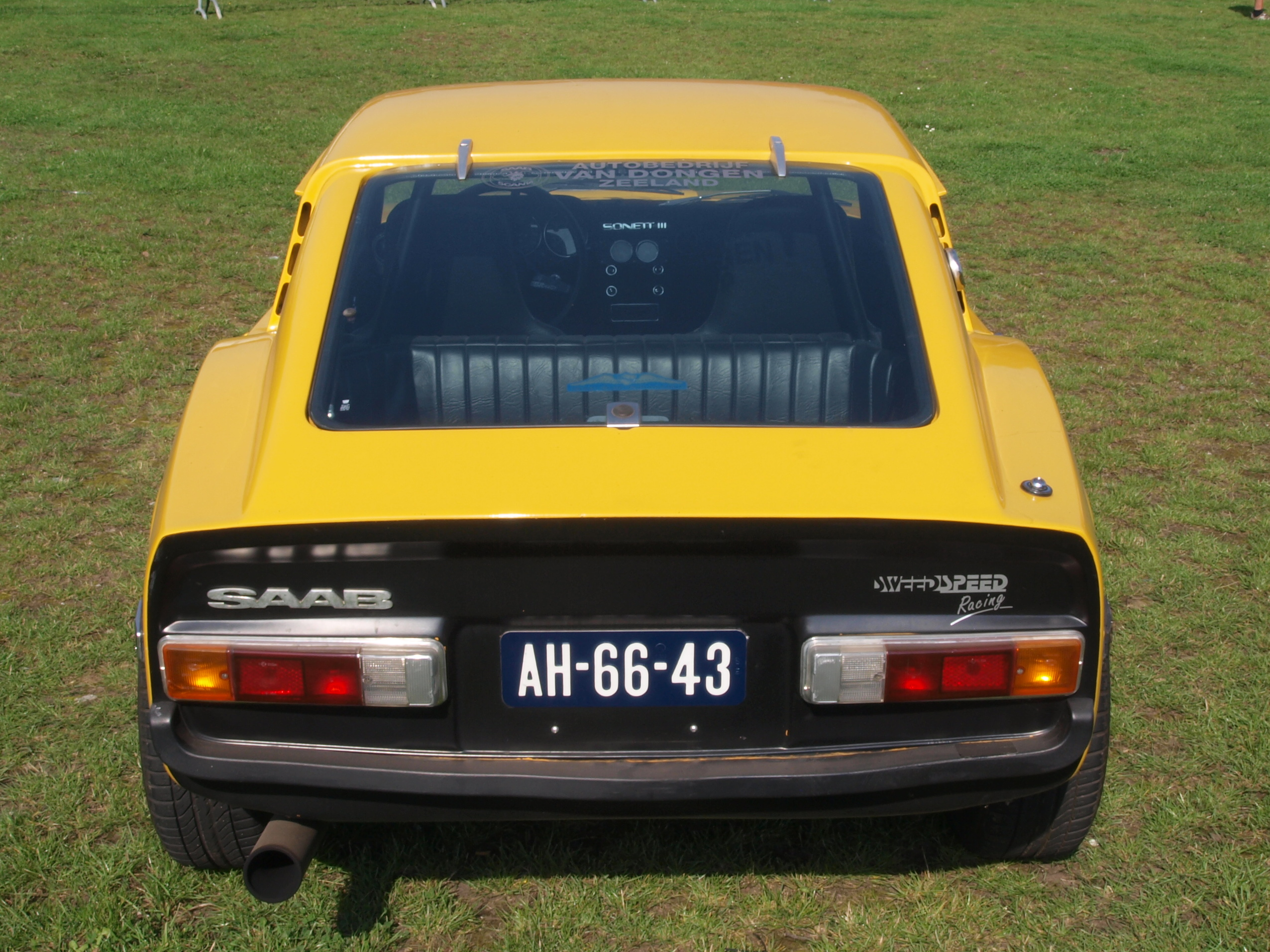
Tył modelu Sonett III V4 z 1971 roku

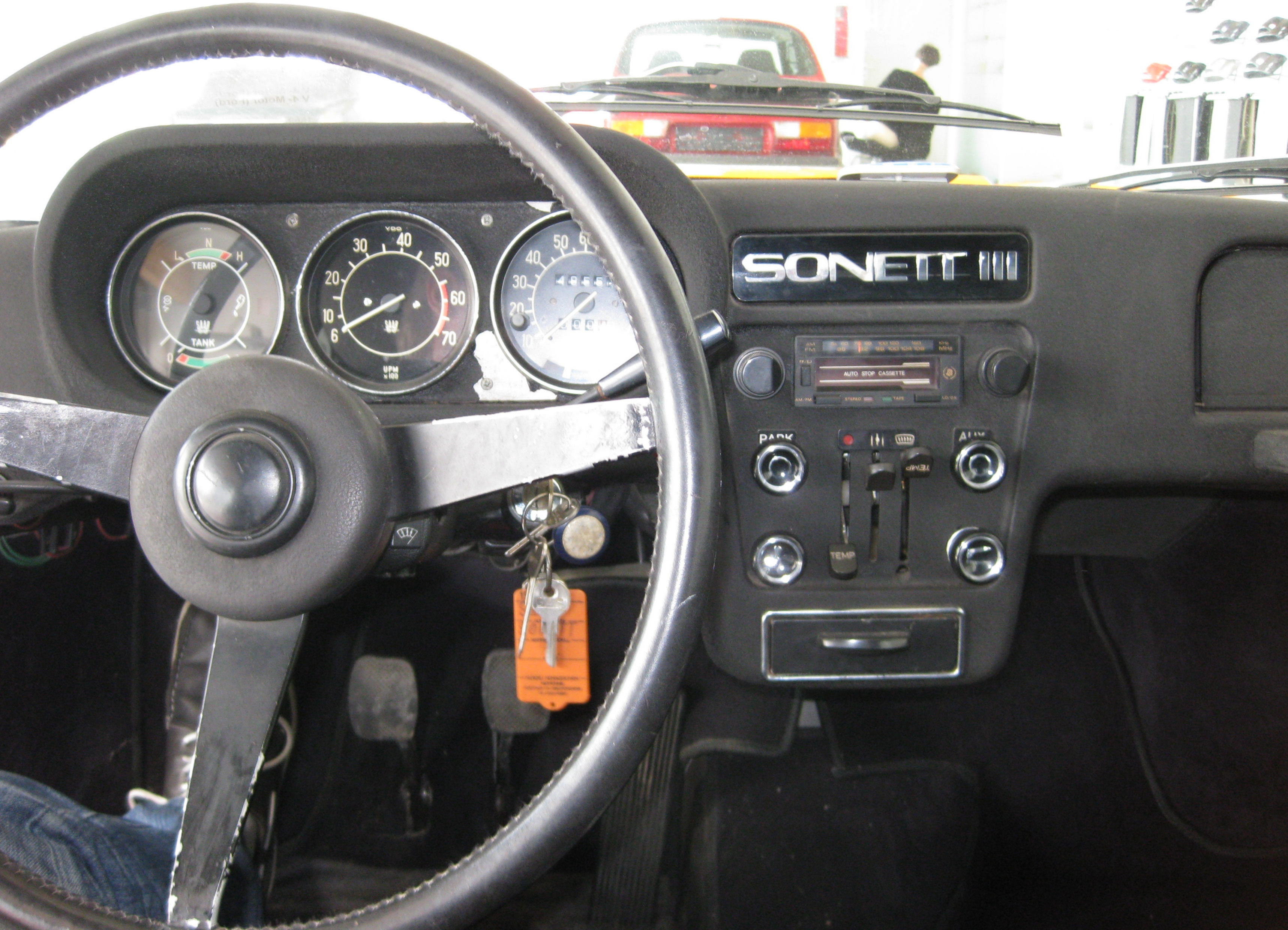
Wnętrze modelu Sonett III

Projekt nadwozia modelu Sonett III powierzono włoskiemu styliście Sergio Coggioli, który stworzył nadwozie o ostrych i kanciastych kształtach wykonane z laminatu z chowanymi przednimi reflektorami oraz bezramkowymi drzwiami. Przy okazji pozbyto się kilku wad modelu Sonett II, m.in. dodano uchylaną tylną szybę dającą wygodny dostęp do bagażnika oraz przeniesiono dźwignię zmiany biegów z kolumny kierownicy na tunel środkowy. Auto pozbawione zostało dużej maski silnika przez co dostęp do niego był bardzo trudny.
W 1971 roku zastąpiono jednostkę o pojemności 1.5 l silnikiem o pojemności 1.7 l i mocy 65 KM. W 1972 roku zmodernizowano atrapę chłodnicy oraz do wyposażenia standardowego wprowadzono felgi aluminiowe. W 1973 roku auto otrzymało szerokie plastikowe zderzaki z Saaba 99 oraz pociskowe lusterka zewnętrzne. W 1974 roku zamontowano wycieraczki reflektorów oraz czarne lusterka zewnętrzne. W tym samym roku w Stanach Zjednoczonych weszły w życie przepisy o zawartości substancji szkodliwych w spalinach, co przesądziło o zakończeniu produkcji.

### Wyposażenie
Samochód standardowo wyposażony był m.in. w klimatyzację oraz ręcznie otwierane światła mijania i 15-calowe koła.
Opcjonalnie samochód wyposażyć można było w światła dalekosiężne umieszczone pod wlotem powietrza do chłodnicy.
Rzadko produkowane wersje europejskie wyposażone były w prędkościomierz wyskalowany w km/h, asymetryczne reflektory oraz dwukolorowe kierunkowskazy z białym światłem pozycyjnym.

### Sprzedaż
Przez cztery lata produkcji wyprodukowano 8351 egzemplarzy. Prawie cała produkcja trafiała na rynek amerykański, jedynie w 1972 roku kilka egzemplarzy trafiło na rynek szwedzki.
Sonetty spotykane na rynku europejskim mogą pochodzić jedynie z prywatnego importu lub akcji "European Delivery". Saab zorganizował w Stanach Zjednoczonych formę sprzedaży, która umożliwiała kupienie pojazdu w USA, a odebranie u dowolnie wybranego dealera w Europie.

## Informacje

### Saab Sonett dziś
W Europie modele Sonett II i III nie były oficjalnie oferowane. Nieliczne egzemplarze zostały sprowadzone indywidualnie zza oceanu. Nawet w samej Szwecji, gdzie odbywała się produkcja, nie ma ich zbyt wiele.
Do Polski w ostatnich latach staraniem klubu pasjonatów Saabów SAAB GT-Classic trafiły pierwsze egzemplarze modelu:
1. SAAB Sonett II (model z roku 1967) - egzemplarz 124 z 258 sztuk, został szczegółowo opisany w miesięczniku "Automobilista" (nr 183, lipiec 2015).
2. SAAB Sonett II V4 (model z roku 1969) sprowadzony do Polski w 2010 roku, został szczegółowo opisany w miesięczniku "Classicauto" (nr 87, lipiec 2013).
3. SAAB Sonett III (model z roku 1970)
4. SAAB Sonett III (model z roku 1973) sprowadzony do Polski w 2006 roku, został szczegółowo opisany w miesięczniku "Classicauto" (nr 33, maj 2009).
5. SAAB Sonett III (model z roku 1974) - dwa egzemplarze

### W oczekiwaniu na następcę
Pierwsza nadzieja na zupełnie nowy model, który mógłby kontynuować tradycje Sonetta, pojawiła się wraz z prototypem Saab EV-1 z roku 1985. Wówczas brak funduszy uniemożliwił dalsze prace rozwojowe. Po przejęciu firmy przez koncern General Motors, Saab sukcesywnie rozbudowywał paletę nowych modeli, przeznaczonych zwłaszcza na rynek amerykański. Na marzec 2006 roku zapowiadana była premiera nowego auta sportowego marki Saab, jednak z uwagi na bankructwo szwedzkiego producenta samochód nie powstanie.